# Rastojca
Rastojca (mac. Растојца) – wieś w Macedonii Północnej położona w gminie Demir Hisar.

## Demografia
Według danych z 2002 roku wieś zamieszkiwało 19 osób (9 mężczyzn i 10 kobiet), wszyscy byli narodowości macedońskiej. We wsi znajdowało się wówczas 12 domostw. Według spisu powszechnego z 2021 roku wieś zamieszkiwało 10 osób.